# Darren Oliver
Darren Christopher Oliver (né le 6 octobre 1970 à Kansas City, Missouri, États-Unis) est un lanceur gaucher de Ligues majeures de baseball qui évolue en Ligues majeures de 1993 à 2013.

## Carrière

### Rangers du Texas

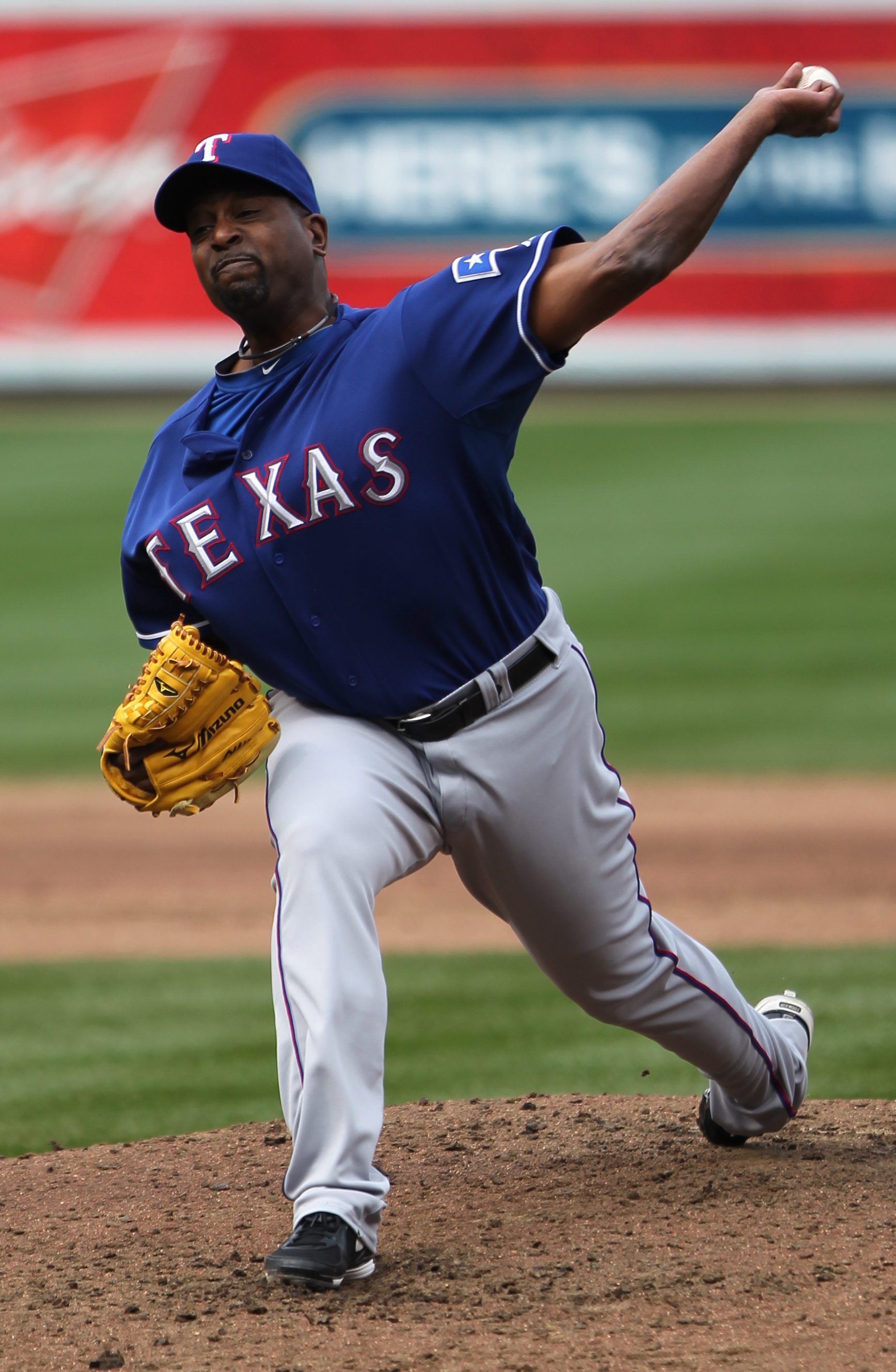
Darren Oliver en 2011 à son troisième séjour chez les Rangers du Texas.

Darren Oliver est drafté dès la fin de ses études secondaires, le 1er juin 1988, par les Rangers du Texas au troisième tour de sélection (63e choix au total). 
Il débute en Ligue majeure le 25 août 1993. Il est au départ lanceur de relève. Après deux présences au monticule en 1993, il joue sa saison recrue en 1994 et présente une moyenne de points mérités de 3,42 en 43 matchs joués pour Texas. Il enregistre 50 retraits sur des prises en 50 manches lancées et remporte quatre victoires.
Ce n'est qu'à son 55e match dans les majeures qu'il subit sa première défaite, en 1995, le 19 mai alors qu'il joue son premier match comme lanceur partant au plus haut niveau, face aux Brewers de Milwaukee. Il n'encaisse qu'un revers à ses six autres départs de l'année et termine la saison avec quatre gains, deux revers et une moyenne de points mérités de 4,22 en 49 manches lancées lors de 7 matchs comme partant et 10 comme releveur.
Il est lanceur partant pour le reste de ce premier séjour avec les Rangers. En 1996, il aide le club du Texas à remporter son premier championnat de division en 25 ans d'existence. Au sein d'une rotation de partants où chaque lanceur (Ken Hill, Bobby Witt, Roger Pavlik et Kevin Gross) gagne au moins 10 matchs, Oliver atteint son sommet en carrière de 14 victoires, contre seulement 6 défaites. Il reçoit toutefois du support offensif de ses coéquipiers puisque sa moyenne est élevée, à 4,66 points mérités accordés par partie. Il effectue 30 départs et lance 173 manches et deux tiers en saison régulière. Il joue pour la première fois en séries éliminatoires : partant des Rangers dans le 3e match de la Série de divisions contre les éventuels, champions du monde, les Yankees de New York, le 4 octobre 1996, Oliver lance brillamment pendant 8 manches et amorce la 9e reprise avec son club en avance 2-1. Il accorde cependant des simples à Derek Jeter et Tim Raines pour amorcer cette 9e manche. Il est immédiatement remplacé par un releveur, Mike Henneman, qui laisse ces deux coureurs, qui sont la responsabilité d'Oliver, marquer. Les Yankees gagnent 3-2 et la défaite va à Oliver. Plusieurs années plus tard, il disait n'avoir jamais été aussi en colère après un match de baseball.
En 1997, alors que les Rangers connaissent une saison perdante, dégringolent au classement de la division Ouest de la Ligue américaine et ratent les éliminatoires, Oliver abaisse sa moyenne de points mérités à 4,20. Ses 201 manches et un tiers lancées et ses 32 départs représentent ses plus hauts totaux en une année dans les majeures. Il mène l'équipe texane avec ses 13 victoires mais subit 12 revers. 
Le 12 mai 1997 à Arlington, Oliver est le lanceur partant des Rangers dans le premier match interligue joué en 126 ans d'histoire des Ligues majeures; il accorde le premier coup sûr frappé dans un tel match à Darryl Hamilton des Giants de San Francisco.
Chancelant en début de saison 1998 avec Texas, Oliver a une moyenne de 6,53 points mérités alloués par partie après 19 départs et 103 manches et un tiers au monticule lorsque les Rangers décident de l'échanger.

### Cardinals de Saint-Louis
Le 31 juillet 1998, date limite des transactions dans le baseball majeur, les Rangers du Texas transfèrent Darren Oliver, le joueur de troisième but recrue Fernando Tatis et le voltigeur alors en ligues mineures Mark Little aux Cardinals de Saint-Louis, pour recevoir en échange le lanceur partant droitier Todd Stottlemyre et le joueur d'arrêt-court Royce Clayton. Oliver retrouve ses performances d'autrefois à Saint-Louis. Il complète 1998 avec 4 victoires et 4 défaites avec sa nouvelle équipe, pour qui il effectue 10 départs, lance 57 manches et maintient une moyenne de points mérités de 4,26. Il termine donc 1998 avec une moyenne de 5,73 en 160 manches et un tiers lancées et une fiche de 10-11.
En 1999, il lance 196 manches et un tiers en 30 départs pour les Cardinals. Sa moyenne s'élève à 4,26 avec 9 gains et 9 revers.

### Deuxième passage chez les Rangers
Devenu agent libre après la saison 1999, Darren Oliver revient chez les Rangers du Texas le 27 janvier 2000.
Ses deux saisons comme lanceur partant sont désastreuses. Sa moyenne de points mérités s'élève à 6,60 durant les saisons 2000 et 2001. La première année, sa fiche est de 2-9 en 21 départs avec une moyenne de 7,42. La saison suivante, il a 11 victoires et autant de défaites avec une moyenne de 6,02.

### Red Sox de Boston
Le 12 décembre 2001, Darren Oliver passe des Rangers aux Red Sox de Boston en échange du vétéran voltigeur Carl Everett. Boston l'utilise 5 fois comme lanceur de relève et 9 fois comme partant. Sa moyenne s'élève à 4,66 en 58 manches au monticule et il est libéré en juillet 2002, vers la mi-saison.

### Rockies du Colorado
De nouveau mis sous contrat par les Cardinals de Saint-Louis peu après avoir été libéré par Boston, Oliver est immédiatement assigné aux ligues mineures où il fait un bref séjour en Triple-A avec un club-école des Cards avant d'être remercié par le club en août. En février 2003, il s'engage chez les Rockies du Colorado.
Il est le meneur des Rockies avec 13 victoires en 2003 et encaisse 11 défaites. Étonnamment, malgré le Coors Field de Denver, où les frappeurs ont en général beaucoup de succès, c'est au domicile des Rockies que Oliver fait le mieux avec une moyenne de points mérités de 4,50 et 7 victoires en 10 décisions. À l'extérieur, il a une moyenne de 5,45 pour une moyenne de points mérités de 5,04 en 180 manches et un tiers lancées sur l'ensemble de la saison.

### Marlins de la Floride
Mis sous contrat par les Marlins de la Floride pour la saison 2004, le gaucher est utilisé tantôt en relève, tantôt comme partant. Sa moyenne de points mérités est très élevée : 6,44 en 8 départs et 10 présences en relève pour l'équipe de Floride.

### Astros de Houston
Les Astros de Houston font son acquisition le 22 juillet 2004 afin de se donner un peu plus de profondeur au monticule en fin d'année, alors qu'ils sont impliqués dans une course au championnat. Il fait deux départs et ajoute 7 apparitions en relève en deuxième moitié de campagne, maintenant une moyenne de 3,86 en 14 manches. Il termine sa saison 2004 avec une moyenne de 5,94 en 72 manches lancées et un dossier victoires-défaites de 3-3. Houston se qualifie pour les éliminatoires, mais Oliver est gardé hors de l'effectif pour les matchs d'après-saison. 
Signé à nouveau par les Rockies du Colorado, il est libéré par le club durant l'entraînement de printemps de 2005 et passe une saison hors des Ligues majeures.

### Mets de New York
Après plusieurs saisons à faire du surplace, Darren Oliver, qui a désormais 35 ans, relance sa carrière en devenant lanceur de relève. Cette transformation s'opère d'abord chez les Mets de New York en 2006. Sa nouvelle équipe l'envoie 45 fois au monticule et lance beaucoup dans ce rôle : 81 manches, au cours desquelles il affiche une moyenne de points mérités de 3,44. C'est sa meilleure depuis sa saison recrue au Texas douze ans plus tôt. Il joue en séries éliminatoires pour la première fois depuis 1996 et accompagne les Mets jusqu'en Série de championnat de la Ligue nationale présente une moyenne de 3,68 en 7 manches et un tiers lancées. Après une seule sortie, difficile, face aux Dodgers de Los Angeles dans un match de Série de divisions remporté par New York, il blanchit Saint-Louis en 6 manches au monticule dans la Série de championnat, où les Mets sont finalement battus.

### Angels de Los Angeles

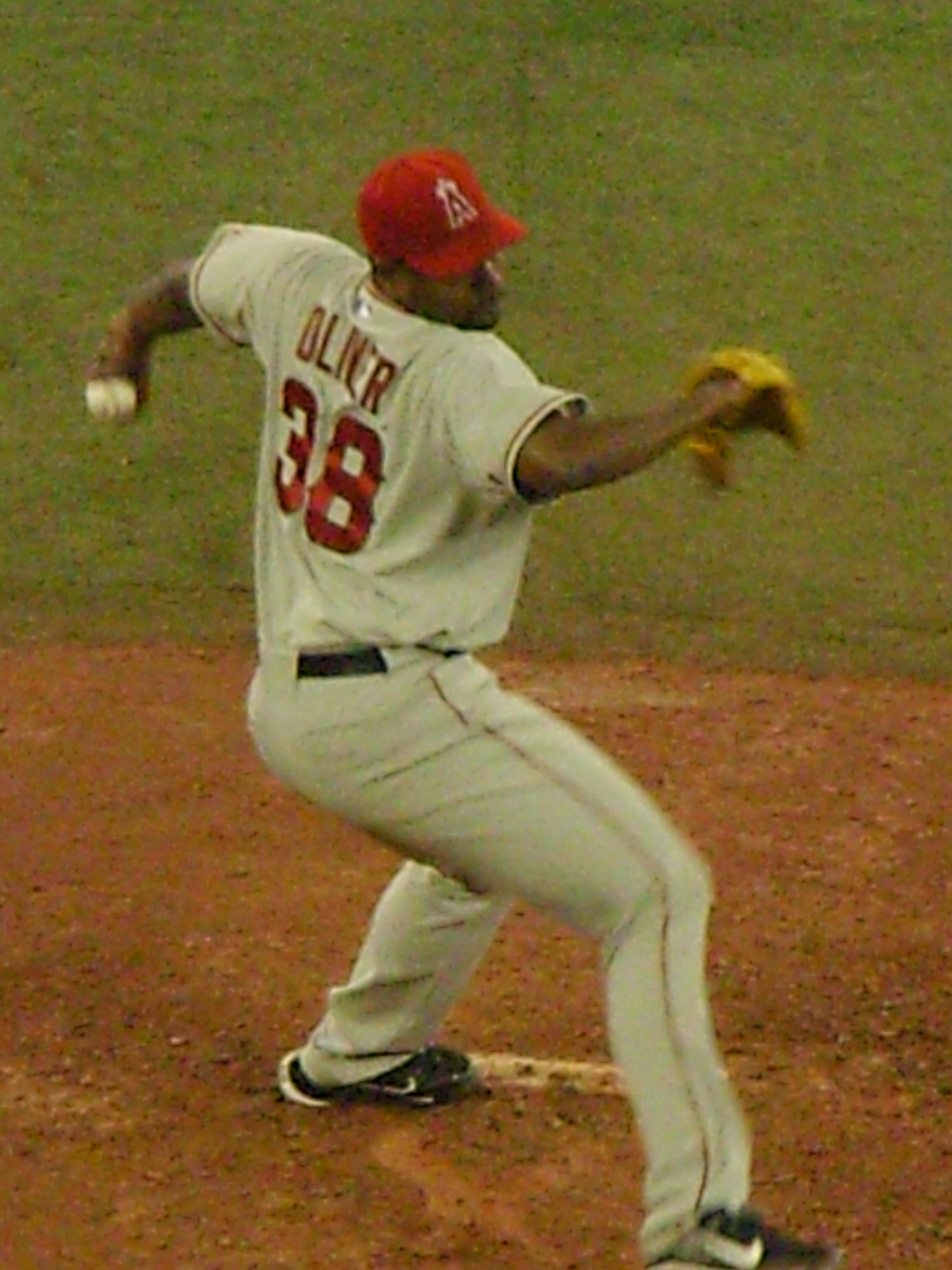
Oliver lançant la balle pour les Angels en 2008.

Il rejoint les Angels de Los Angeles d'Anaheim le 11 décembre 2006 et dispute 3 excellentes saison comme releveur pour cette équipe. Sur trois années, il maintient une très bonne moyenne de points mérités de 3,10 en 178 matchs de saison régulière et 209 manches et un tiers lancées. Durant cette période, il n'est employé qu'une seule fois comme lanceur partant, pour la dernière fois de sa carrière en 2009. Il gagne 15 parties contre seulement 3 défaites pour les Angels. Sa meilleure année est la saison 2008 avec une moyenne de 2,88 en 72 manches lancées lors de 54 sorties, avec 7 victoires et une seule défaite. Les Angels atteignent les éliminatoires au cours de ces trois années : Oliver maintient une moyenne de points mérités de 4,21 en 10 manches et deux tiers au total. Dans la Série de division 2008 contre les Red Sox de Boston, il enregistre sa première victoire en carrière en matchs d'après-saison.

### Troisième séjour chez les Rangers du Texas

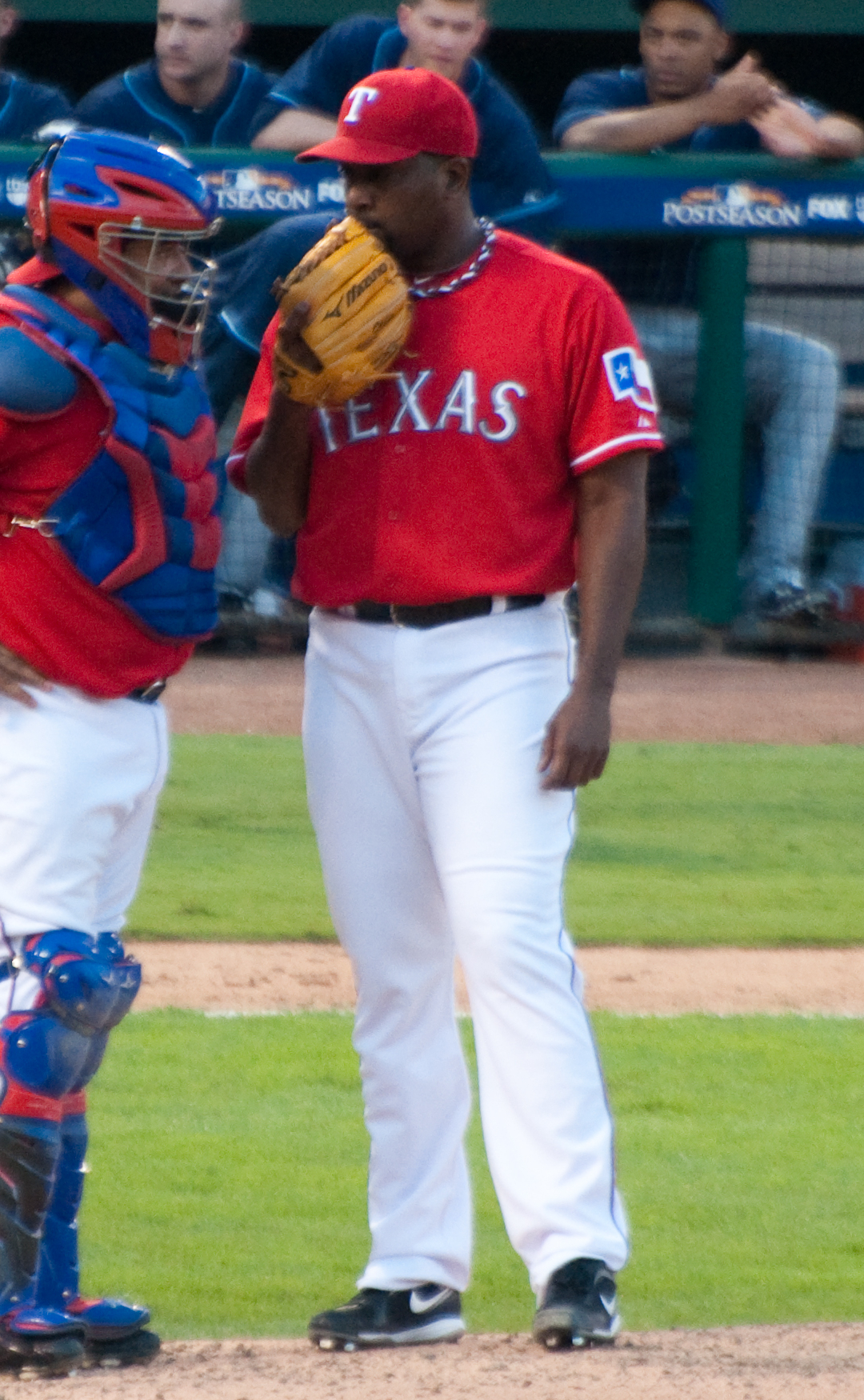
Bengie Molina et Darren Oliver, des Rangers, en séries éliminatoires 2010.

Oliver retrouve les Rangers du Texas le 21 décembre 2009. 
Il livre deux bonnes saisons comme releveur avec des moyennes de points mérités de 2,48 et 2,29 en 2010 et 2011, respectivement. Chaque fois il est utilisé dans plus de 60 matchs. Il fait ses deux premiers voyages en Série mondiale, chaque fois dans une cause perdante. Dans les séries éliminatoires de 2010, sa moyenne de points mérités est de 4,82 avec une défaite encaissée en première ronde contre les Rays de Tampa Bay. Il lance deux parties de Série mondiale 2010 (moyenne de 3,38) contre les Giants de San Francisco. En 2011, sa moyenne de points mérités s'élève à 5,68 en 8 parties éliminatoires. Il ne donne aucun point aux Tigers de Détroit en Série de championnat de la Ligue américaine. En Série mondiale 2011, il apparaît dans trois parties et est le lanceur gagnant du match #5, gagné 4-2 par les Rangers à Arlington.

### Blue Jays de Toronto
Il devient agent libre après la conclusion de la finale de 2011. Il signe un contrat avec les Blue Jays de Toronto.

#### Saison 2012
À 41 ans, Oliver connaît une excellente saison comme releveur chez les Blue Jays en 2012. Le spécialiste gaucher effectue 62 apparitions au monticule et maintient une moyenne de points mérités de 2,06 en 56 manches et deux tiers lancées. Il remporte trois victoires contre quatre défaites et enregistre deux sauvetages.

#### Saison 2013
À sa dernière année dans les majeures, il présente une moyenne de points mérités de 3,86 en 49 manches lancées pour les Blue Jays en 2013, avec 3 gains et 4 revers en 50 parties jouées. Il lance pour la dernière fois le 29 septembre contre Tampa Bay. Il réalise une manche parfaite en relève à cette dernière sortie et est honoré au Centre Rogers de Toronto durant ce dernier match. À 43 ans moins une semaine, Oliver est à ce moment le 2e joueur en activité le plus âgé en activité dans les majeures après Mariano Rivera. 

### Palmarès
Darren Oliver a joué 766 matchs sur 20 saisons dans les majeures, dont 229 comme lanceur partant et 537 comme releveur. Sa moyenne de points mérités s'élève à 4,51 en 1 915 manches et deux tiers lancées, avec 118 victoires, 98 défaites, 7 sauvetages, 1259 retraits sur des prises, 11 matchs complets comme partant et 4 blanchissages.

## Statistiques
| Saison | Équipe      | G   | GS  | CG | SHO | V   | D  | SV | IP     | SO   | ERA  |
| ------ | ----------- | --- | --- | -- | --- | --- | -- | -- | ------ | ---- | ---- |
| 1993   | Texas       | 2   | 0   | 0  | 0   | 0   | 0  | 0  | 3.1    | 4    | 2,70 |
| 1994   | Texas       | 43  | 0   | 0  | 0   | 4   | 0  | 2  | 50.0   | 50   | 3,42 |
| 1995   | Texas       | 17  | 7   | 0  | 0   | 4   | 2  | 0  | 49.0   | 39   | 4,22 |
| 1996   | Texas       | 30  | 30  | 1  | 1   | 14  | 6  | 0  | 173.2  | 112  | 4,66 |
| 1997   | Texas       | 32  | 32  | 3  | 1   | 13  | 12 | 0  | 201.1  | 104  | 4,20 |
| 1998   | Texas       | 19  | 19  | 2  | 0   | 6   | 7  | 0  | 103.1  | 58   | 6,53 |
| 1998   | Saint-Louis | 10  | 10  | 0  | 0   | 4   | 4  | 0  | 57.0   | 29   | 4,26 |
| 1999   | Saint-Louis | 30  | 30  | 2  | 1   | 9   | 9  | 0  | 196.1  | 119  | 4,26 |
| 2000   | Texas       | 21  | 21  | 0  | 0   | 2   | 9  | 0  | 108.0  | 49   | 7,42 |
| 2001   | Texas       | 28  | 28  | 1  | 0   | 11  | 11 | 0  | 154.0  | 104  | 6,02 |
| 2002   | Boston      | 14  | 9   | 1  | 1   | 4   | 5  | 0  | 58.0   | 32   | 4,66 |
| 2003   | Colorado    | 33  | 32  | 1  | 0   | 13  | 11 | 0  | 180.1  | 88   | 5,04 |
| 2004   | Floride     | 18  | 8   | 0  | 0   | 2   | 3  | 0  | 58.2   | 33   | 6,44 |
| 2004   | Houston     | 9   | 2   | 0  | 0   | 1   | 0  | 0  | 14.0   | 13   | 3,86 |
| 2006   | NY Mets     | 45  | 0   | 0  | 0   | 4   | 1  | 0  | 81.0   | 60   | 3,44 |
| 2007   | LA Angels   | 61  | 0   | 0  | 0   | 3   | 1  | 0  | 64.1   | 51   | 3,78 |
| 2008   | LA Angels   | 54  | 0   | 0  | 0   | 7   | 1  | 0  | 72.0   | 48   | 2,88 |
| 2009   | LA Angels   | 63  | 1   | 0  | 0   | 5   | 1  | 0  | 73.0   | 65   | 2,71 |
| 2010   | Texas       | 64  | 0   | 0  | 0   | 1   | 2  | 0  | 61.2   | 65   | 2,48 |
| Totaux | Totaux      | 593 | 229 | 11 | 4   | 107 | 85 | 0  | 1759.0 | 1123 | 4,67 |

| Saison | Équipe    | G  | GS | CG | SHO | V | D | SV | IP   | SO | ERA   |
| ------ | --------- | -- | -- | -- | --- | - | - | -- | ---- | -- | ----- |
| 1996   | Texas     | 1  | 1  | 0  | 0   | 0 | 1 | 0  | 8.0  | 3  | 3,38  |
| 2006   | NY Mets   | 2  | 0  | 0  | 0   | 0 | 0 | 0  | 7.1  | 3  | 3,68  |
| 2007   | LA Angels | 1  | 0  | 0  | 0   | 0 | 0 | 0  | 0.2  | 0  | 27,00 |
| 2008   | LA Angels | 2  | 0  | 0  | 0   | 0 | 0 | 0  | 1.1  | 1  | 0,00  |
| 2009   | LA Angels | 8  | 0  | 0  | 0   | 1 | 0 | 0  | 25.0 | 8  | 3,12  |
| 2010   | Texas     | 8  | 0  | 0  | 0   | 0 | 1 | 1  | 9.1  | 10 | 6,75  |
| Totaux | Totaux    | 22 | 1  | 0  | 0   | 1 | 2 | 1  | 18.0 | 25 | 4,08  |

Note: G = Matches joués ; GS = Matches comme lanceur partant ; CG = Matches complets ; SHO = Blanchissages ; 
V = Victoires ; D = Défaites ; SV = Sauvetages ; IP = Manches lancées ; SO = retraits sur des prises ; ERA = Moyenne de points mérités.